# 유튜브 풉
유튜브 풉(YouTube poop, YTP)은 서브컬처로서 중요성을 전달하는 기존 미디어 소스들을 유머스럽고 풍자적인 것, 그리고 혼란스럽거나 극적으로 만들기 위한 비디오 매시업 또는 편집의 일종이다. 유튜브 풉은 전통적으로 비디오 호스팅 서비스인 유튜브에 많이 업로드되기 때문에 이러한 이름이 붙여졌다.
최초의 유튜브 풉으로 간주되는 동영상은 유튜브가 아닌 웹사이트 SheezyArt에 업로드된 것으로 그 제목은 "The Adventures of Super Mario Bros. 3 REMIXED!!!"이다.

## 같이 보기
- 리믹스 음반
- YTMND